# Branded
Branded — двенадцатый студийный альбом немецкой хард-рок-группы группы Bonfire, выпущен в 2011 году лейблами LZ Records и Sony Music.

## Об альбоме
Branded второй и последний альбом, с первым барабанщиком группы Dominik Huelshorst. Также альбом стал последней студийной работой в Bonfire для Клауса Лессмана, гитариста Криса Лимбурга, басиста Уве Колера.
Два специальных трека было включено: акустическая версия песни «I Need You» (из альбома Strike Ten) и песни «Rivers Of Glory» (из альбома Knock Out), которая была записана в 2011 году с Клаусом Лессманом, Гансом Зиллером (акустика) и его дочью (пиано).

## Список композиций
| №  | Название                                 | Автор                       | Длина |
| -- | ---------------------------------------- | --------------------------- | ----- |
| 1  | «Deadly Contradiction»                   | Claus Lessmann, Hans Ziller | 5:47  |
| 2  | «Just Follow The Rainbow»                | Lessmann, Ziller            | 3:50  |
| 3  | «Save Me»                                | Lessmann, Ziller            | 5:19  |
| 4  | «Let It Grow»                            | Lessmann, Ziller            | 5:13  |
| 5  | «Better Days»                            | Lessmann, Ziller            | 7:10  |
| 6  | «Do Or Die»                              | Lessmann, Ziller            | 6:01  |
| 7  | «Close To The Edge»                      | Lessmann, Ziller            | 4:51  |
| 8  | «Crazy»                                  | Lessmann, Ziller            | 4:25  |
| 9  | «Loser’s Lane»                           | Lessmann, Ziller            | 3:19  |
| 10 | «Hold Me Now»                            | Lessmann, Ziller            | 5:43  |
| 11 | «I Need You (Private Version 2011)»      | Lessmann, Ziller            | 3:39  |
| 12 | «Rivers Of Glory (Private Version 2011)» | Angel Schleifer, Lessmann   | 4:20  |

## Участники записи
- Claus Lessmann — вокал, ритм-гитара
- Hans Ziller — гитара
- Chris Limburg — гитара
- Uwe Köhler — бас
- Dominik Huelshorst — ударные